# Makropole
Eine Makropole (plural Makropolen) ist eine in der Science-Fiction- und Fantasyliteratur verwendete Bezeichnung für eine überdimensionale, teilweise auch einen ganzen Planeten umspannende Stadt. Besonders häufig kommen Makropolen im Warhammer-40.000-Universum vor.

## Entstehung
Zu den wiederkehrenden Motiven gehört, dass die Stadt im Laufe von Jahrhunderten zunächst in der Fläche gewachsen ist und sodann, nachdem der Planet völlig umspannt wurde, Schicht um Schicht bis zu mehreren Kilometern in die Höhe und in die Tiefe vergrößert wurde. Die unteren Sektionen dieser Städte werden oft als düstere Orte beschrieben, in denen Verbrecher und Monster leben.

## Beispiele
Beispiele für Makropolen sind die Planeten Coruscant und Nar Shaddaa aus Star Wars sowie Trantor aus dem Foundation-Zyklus von Isaac Asimov und der darauf basierenden Fernsehserie.